# Sztéfanosz Kasszelákisz
Sztéfanosz Kasszelákisz (görög betűkkel: Στέφανος Κασσελάκης; Marúszi, 1988. március 29. –) görög bankár, vállalkozó, a Sziriza – Radikális Baloldal Koalíciója (Sziriza) pártelnöke (2023-2024).

## Életpályája
Athén egyik külvárosában, Marúsziban született 1988-ban. 14 évesen ezüstérmes lett a Görög Matematikai Társaság „Arkhimédész-versenyén”, így hazája színeiben ott lehetett a balkáni matematikai ifjúsági versenyen. Elért eredményeinek köszönhetően középiskolai ösztöndíjat kapott a neves massachusettsi Phillips Akadémiára, Andoverbe. Később a Pennsylvaniai Egyetemen nemzetközi kapcsolatokból és pénzügyekből is diplomázott. Először a Goldman Sachsnál lett kereskedelmi bankár, majd a washingtoni Stratégiai és Nemzetközi Tanulmányok Központjában (CSIS) dolgozott, aztán pedig hajózási szolgáltatásokat nyújtó sikeres vállalkozást indított. Tanulmányai alatt önkéntesként részt vett – az akkor még szenátor – Joe Biden demokrata elnökjelöltségért folyó 2008-as, rövid életű kampányában. 2013 és 2019 között republikánusként szerepelt a New York-i választói névjegyzékben.
A 2023. júniusi görögországi előrehozott parlamenti választásokon a legnagyobb ellenzéki párt, a Sziriza, a szavazatok csak 17,8%-át szerezte meg, ezért néhány nappal később a párt elnöke, Aléxisz Cíprasz korábbi kormányfő, lemondott a párt élén betöltött pozíciójáról. Kasszelákisz a választásokat követően Miamiból visszaköltözött Athénba, és frissen belépett a pártba. A közösségi médiában augusztus 29-én bejelentette indulását a pártelnöki székért, és már a szeptember 16-án tartott első fordulóban az összes Sziriza-veteránt megelőzte. A szeptember 24-én megtartott második fordulóban a voksok 57%-ával verte meg az eredetileg favoritnak számító Efi Ahcioglu volt munkaügyi minisztert.
A másságát nyíltan vállaló Kasszelákisz a választási kampány során bemutatta az eredetileg sürgősségi ápolóként dolgozó amerikai Tyler McBetht, akivel 2019-ben bejegyzett élettársi kapcsolatot létesített, mielőtt Görögországba költöztek volna. Tekintettel arra, hogy Görögországban nem engedélyezett az azonos neműek házassága, élettársával 2023 októberében polgári házasságot köt az Egyesült Államokban.
2024 szeptemberében – egy évnyi belső zűrzavar és csökkenő népszerűség után – a párt politikai bizottsága – egy bizalmatlansági szavazással – eltávolította a Sziriza éléről, majd párt november elején megtartott kongresszusán megakadályozták, hogy újra induljon az elnöki posztért. Válaszul kilépett a Szirizából, és bejelentette, hogy új politikai pártot alapított (Mozgalom a Demokráciáért). Helyét – a baloldali párt élén – Szokrátisz Fámellosz vette át november végén.